# Kesenet
Kesenet is een bestuurslaag in het regentschap Banjarnegara van de provincie Midden-Java, Indonesië. Kesenet telt 3371 inwoners (volkstelling 2010).